# Viện Công nghệ California
Viện Công nghệ California (tiếng Anh: California Institute of Technology, thường gọi là Caltech) là một viện đại học nghiên cứu tư thục ở Pasadena, California, Hoa Kỳ. Caltech có sáu đơn vị thành viên, hướng trọng tâm vào các ngành khoa học và kỹ thuật và là 1 trong 10 đại học hàng đầu thế giới. Khuôn viên chính rộng 50 hecta, nằm cách trung tâm thành phố Los Angeles chừng 18 cây số về phía đông nam.
Ban đầu được Amos G. Throop thành lập như một trường dự bị và dạy nghề vào năm 1891, ngôi trường này đã thu hút các nhà khoa học nổi tiếng đầu thế kỷ 20 như George Ellery Hale, Arthur Amos Noyes, và Robert Andrews Millikan. Hệ đào tạo dự bị và dạy nghề xóa bỏ từ năm 1910 và trường có tên như ngày nay từ năm 1921. Năm 1934, Caltech được gia nhập Hiệp hội Viện Đại học Bắc Mỹ. Những cơ sở tiền thân của Phòng Thí nghiệm Sức đẩy Phản lực của NASA sau này được thành lập trong khoảng từ 1936 đến 1943; ngày nay Caltech vẫn tiếp tục quản lý và vận hành phòng thí nghiệm này. Caltech là một trong số một nhóm nhỏ các viện công nghệ ở Hoa Kỳ có xu hướng tập trung chủ yếu vào các ngành kỹ thuật và khoa học ứng dụng.
Mặc dù có quy mô nhỏ, 72 cựu sinh viên và giảng viên Caltech đã được trao 73 giải Nobel (Linus Pauling là người đầu tiên trong lịch sử nhận 2 giải cá nhân), 4 huy chương Fields, 6 Giải Turing và 72 người đã nhận Huy chương Khoa học Quốc gia hay Huy chương Công nghệ và Sáng kiến Quốc gia của Hoa Kỳ, 112 giảng viên là viện sĩ của các Viện Hàn lâm Quốc gia Hoa Kỳ, 4 trưởng khoa học gia của Không quân Hoa Kỳ. Caltech quản lý 332 triệu đô-la tiền tài trợ nghiên cứu năm 2011 và nhận 2.93 tỷ đô-la tiền hiến tặng trong năm 2018. Caltech cũng là một đối thủ cạnh tranh lâu năm của Viện Công nghệ Massachusetts. Năm 2012-2013, Caltech xếp thứ nhất thế giới trong bảng xếp hạng các viện đại học của Times Higher Education.

## Lịch sử

### Trường Đại học Throop

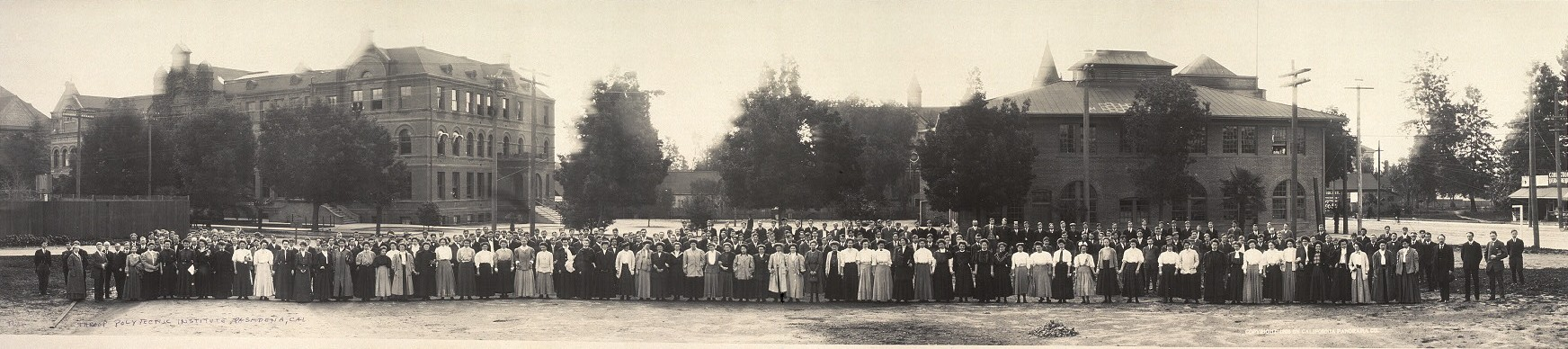
Viện Bách khoa Throop, 1908; khuôn viên ban đầu nằm ở khu trung tâm Pasadena.

Khởi đầu, Caltech là một trường dạy nghề do Amos G. Throop, một chính trị gia và một doanh nhân, thành lập ở Pasadena vào năm 1891. Ngôi trường sau đó được biết đến với các tên gọi Viện Đại học Throop (Throop University), Viện Bách khoa Throop (Throop Polytechnic Institute and Manual Training School), và Trường Đại học Công nghệ Throop (Throop College of Technology), trước khi được đổi thành tên gọi Viện Công nghệ California (Caltech) vào năm 1920. Ngôi trường dạy nghề ban đầu bị giải tán và chương trình dự bị đại học được tách ra để thành lập Trường Bách khoa (Polytechnic School) độc lập vào năm 1907.
Vào lúc mà nghiên cứu khoa học ở Hoa Kỳ chỉ mới bắt đầu nhen nhóm, George Ellery Hale, một nhà thiên văn học từ Viện Đại học Chicago, đã thành lập Đài Quan trắc Thiên văn Mount Wilson vào năm 1904. Ông tham gia hội đồng quản trị của Throop vào năm 1907, và bắt đầu ngay vào việc phát triển cơ sở này và toàn bộ vùng Pasadena thành một địa điểm văn hóa và khoa học quan trọng. Ông giúp đưa James A. B. Scherer, một học giả văn học không có chuyên môn trong lĩnh vực khoa học nhưng là một nhà quản trị có năng lực và một người gây quỹ hiệu quả, vào chức vụ viện trưởng của Throop vào năm 1908. Scherer thuyết phục Charles W. Gates, một thành viên hội đồng quản trị và một doanh nhân đã về hưu, hiến tặng 25.000 USD để xây dựng Phòng Thí nghiệm Gates, tòa nhà khoa học đầu tiên trong khuôn viên.

### Hai cuộc chiến tranh thế giới

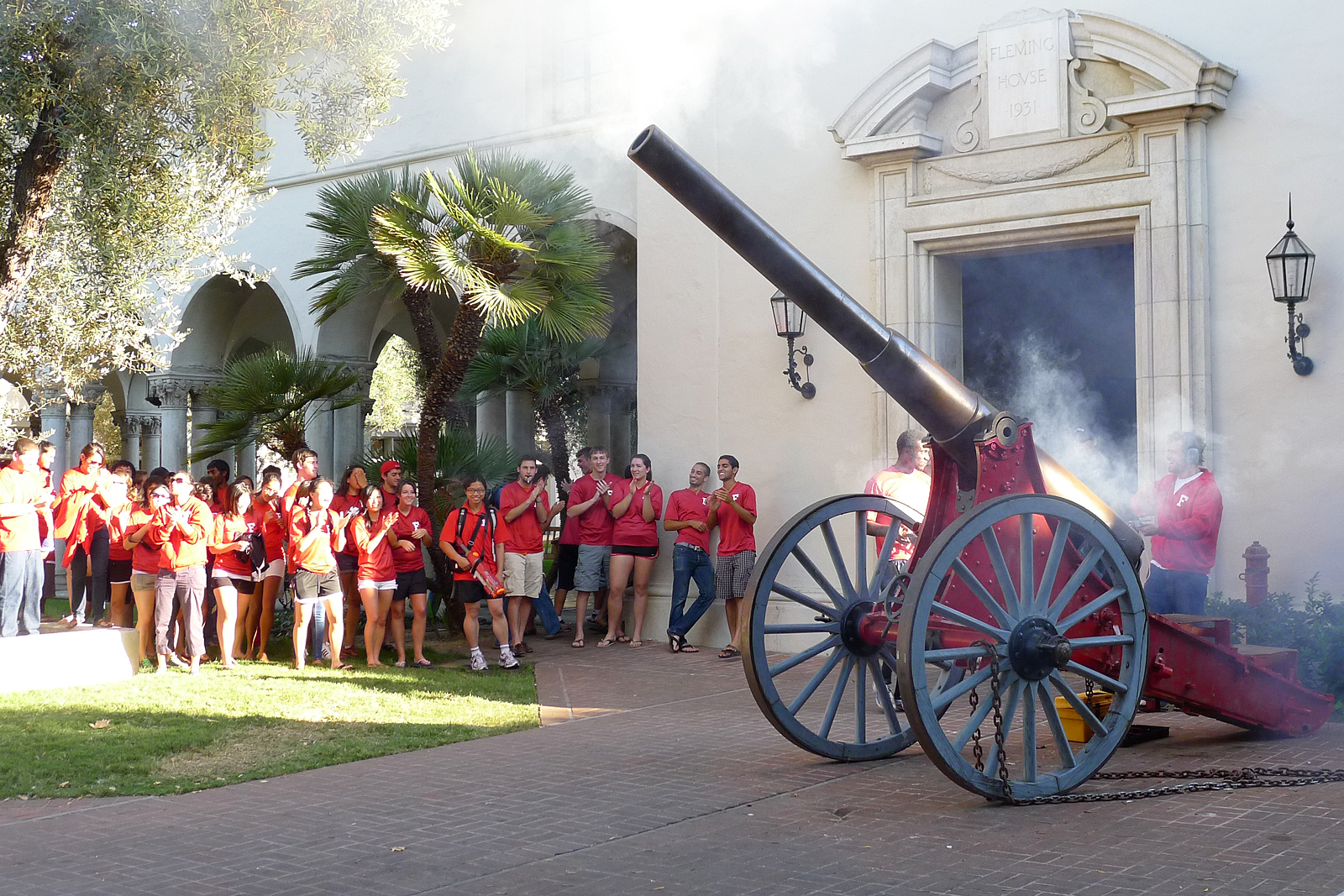
Sinh viên Viện Công nghệ California, Hoa Kỳ.

Năm 1910, Throop chuyển đến địa điểm hiện nay, khu đất do Arther Fleming hiến tặng. Theodore Roosevelt có bài phát biểu ở Viện Bách khoa Throop vào ngày 21 tháng 3 năm 1911, trong đó ông tuyên bố: "Tôi muốn thấy những cơ sở như Throop đào tạo 100 sinh viên thì có 99 sinh viên làm những công việc kỹ nghệ nhất định giỏi hơn bất kỳ ai khác; tôi muốn thấy những sinh viên này làm được như những gì đang được tiến hành ở công trình kênh đào Panama và ở những công trình thủy lợi kỳ vĩ trong nước - còn người sinh viên còn lại thì tôi muốn thấy kiểu đào tạo văn hóa khoa học sẽ khiến anh ta và những người như anh ta tạo nên một thế hệ mà đôi khi sản sinh ra một người như nhà thiên văn xuất chúng của quý vị, George Ellery Hale."
Cùng năm đó, một dự luật được trình ở Cơ quan Lập pháp California kêu gọi thành lập một "Viện Công nghệ California" được tài trợ bằng quỹ công, với ngân sách ban đầu một triệu đô-la, gấp 10 lần ngân sách của Throop vào lúc đó. Hội đồng quản trị đề nghị giao Throop cho tiểu bang, nhưng các viện trưởng của Viện Đại học Stanford và Viện Đại học California thông qua vận động hành lang đã đánh bật dự luật này, do đó Throop phát triển với tư cách là một viện giáo dục định hướng nghiên cứu khoa học duy nhất ở miền nam California, tính cả công lập và tư thục, cho đến lúc bắt đầu Chiến tranh thế giới thứ hai khi cần thiết phải mở rộng hoạt động giáo dục dựa trên nghiên cứu. Triển vọng của Throop đã thu hút nhà hóa lý Arthur Amos Noyes từ MIT đến phát triển cơ sở này và hỗ trợ trong việc biến nó thành một trung tâm khoa học và công nghệ.
Với việc nổ ra Chiến tranh thế giới thứ nhất, Hale thành lập Hội đồng Nghiên cứu Quốc gia để điều phối và hỗ trợ nghiên cứu khoa học nhằm giải các bào toán trong quân sự. Mặc dù Hale ủng hộ ý tưởng chính quyền liên bang cấp tiền cho nghiên cứu khoa học, ông đã không đi theo lối sử dụng một dự luật liên bang vốn đã có thể giúp cấp tài trợ cho nghiên cứu kỹ thuật ở các trường đại học được cấp đất, thay vì vậy ông tìm cách quyên góp được một triệu đô-la cho quỹ nghiên cứu quốc gia từ những nguồn tư nhân.
Thông qua Hội đồng Nghiên cứu Quốc gia, Hale vận động để khoa học đóng một vai trò lớn hơn trong các vấn đề quốc gia, và cùng lúc để Throop đóng một vai trò mang tầm quốc gia trong khoa học. Những khoản tài trợ mới được dành cho nghiên cứu vật lý, vốn dẫn đến việc thiết lập Phòng Thí nghiệm Norman Bridge, nơi đã thu hút nhà vật lý thực nghiệm Robert Andrews Millikan đến từ Viện Đại học Chicago vào năm 1917. Trong suốt Chiến tranh thế giới thứ nhất, Hale, Noyes và Millikan cùng làm việc với nhau ở Washington D.C. trong Hội đồng Nghiên cứu Quốc gia. Sau đó họ tiếp tục cộng tác trong việc phát triển Caltech.
Dưới sự lãnh đạo của Hale, Noyes và Millikan (cùng với sự hỗ trợ của nền kinh tế đang phát triển mạnh mẽ của vùng Nam California), Caltech đã được danh tiếng ở phạm vi quốc gia vào thập niên 1920. Vào ngày 29 tháng 11 năm 1921, các thành viên hội đồng quản trị tuyên bố chính sách của Caltech là theo đuổi những nghiên cứu khoa học có tầm quan trọng đặc biệt và cùng lúc đó "tiếp tục có những khóa học được thiết kế và giảng dạy cẩn thận trong lĩnh vực kỹ thuật và khoa học thuần túy dựa trên các ngành khoa học cơ bản gồm toán, vật lý, và hóa học; mở rộng và làm phong phú chương trình học với nhiều thời lượng giảng dạy trong các môn như ngôn ngữ và văn chương tiếng Anh, lịch sử, và kinh tế học; và tiếp sức mạnh cho tất cả các hoạt động đó bằng tinh thần nghiên cứu mạnh mẽ."
Năm 1923, Millikan được trao giải Nobel Vật lý. Năm 1925, Caltech thiết lập khoa địa chất và tuyển dụng William Bennett Munro, lúc đó là trưởng phân khoa Lịch sử, Quản lý Nhà nước, và Kinh tế học ở Viện Đại học Harvard, để giúp tạo ra phân khoa nhân văn và khoa học xã hội ở Caltech. Năm 1928, một phân khoa sinh học được thiết lập dưới sự lãnh đạo của Thomas Hunt Morgan, nhà sinh học danh tiếng nhất của Hoa Kỳ vào lúc đó và là người đã khám phá ra vai trò của gene và chromosome trong di truyền. Năm 1930, Phòng Thí nghiệm Hải dương Kerckhoff được thiết lập ở Corona del Mar dưới sự điều hành của Giáo sư George MacGinitie. Năm 1926, trường sau đại học về hàng không (aeronautics) được thành lập, nơi đã thu hút Theodore von Kármán. Kármán sau này giúp thành lập Phòng Thí nghiệm Sức đẩy Phản lực (Jet Propulsion Laboratory) và đóng một vai trò quan trọng trong việc đưa Caltech thành một trong những trung tâm khoa học tên lửa của thế giới. Năm 1928, Đài Quan trắc Thiên văn Palomar bắt đầu được xây dựng.
Millikan làm việc với tư cách "Chủ tịch của Hội đồng Điều hành" (có vai trò như viện trưởng của Caltech) từ năm 1921 đến 1945. Ảnh hưởng của ông lớn đến nỗi đôi khi người ta nhắc đến Caltech với tên "Ngôi trường của Millikan." Ngày sau khi gia nhập Caltech, Millikan đã khởi sự một chương trình học giả-khách mời. Các nhà khoa học đã chấp nhận lời mời của ông đến giảng dạy và nghiên cứu ngắn hạn ở caltech bao gồm những nhân vật nổi tiếng như Paul Dirac, Erwin Schrödinger, Werner Heisenberg, Hendrik Lorentz và Niels Bohr. Albert Einstein đã đến Caltech lần đầu vào năm 1931 để hoàn thiện Lý thuyết tương đối tổng quát của mình; ông trở lại Caltech sau đó với tư cách giáo sư thỉnh giảng vào năm 1932 và 1933.
Trong Chiến tranh thế giới thứ hai, Caltech là một trong 131 trường đại học và viện đại học trên toàn quốc tham gia Chương trình Đào tạo cho Hải quân (V-12 Navy College Training Program) theo đó chuẩn bị cho sinh viên để họ trở thành sĩ quan Hải quân. Hải quân Hoa Kỳ cũng đã duy trì trong khuôn viên của Caltech một trường huấn luyện hải quân về kỹ thuật hàng không, nhân viên tại chỗ để giám sát vũ khí đạn dược và phương tiện hải quân, và một sĩ quan làm nhiệm vụ liên lạc với Ủy ban Nghiên cứu Quốc phòng.

### Giai đoạn phát triển thời hậu chiến

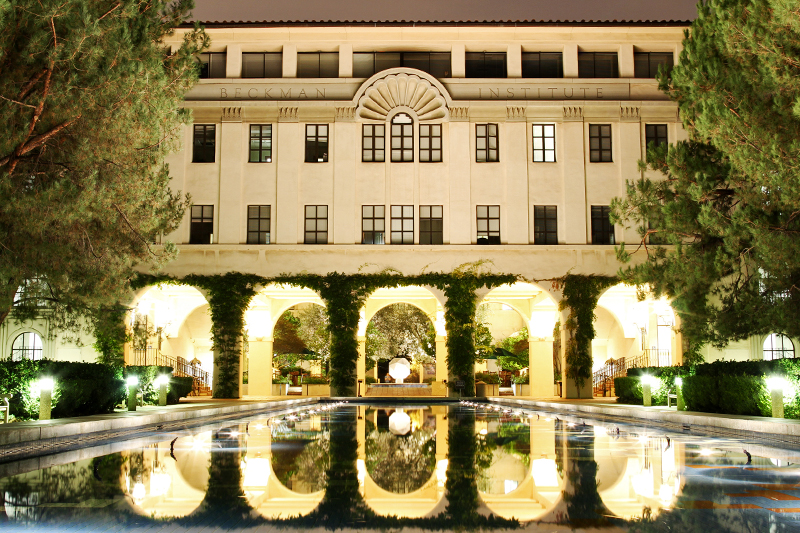
Viện Beckman (Beckman Institute).

Trong các thập niên từ 1950 đến 1970, Caltech là nơi có Murray Gell-Mann và Richard Feynman, hai người có công trình đóng vai trò trung tâm trong việc xây dựng Mô hình chuẩn của vật lý hạt cơ bản. Bên ngoài cộng đồng những người làm vật lý, Feynman còn được biết đến như một nhà giáo xuất chúng và một nhân vật thú vị và khác thường.
Trong thời kỳ Lee A. DuBridge làm viện trưởng Caltech (1946–1969), số giảng viên Caltech tăng gấp đôi và diện tích khuôn viên tăng gấp ba. Không giống như những người tiền nhiệm của mình, DuBridge rất chào đón những khoản tài trợ của chính quyền liên bang dành cho nghiên cứu khoa học. Những lĩnh vực nghiên cứu mới nở rộ, bao gồm sinh hóa học, khoa học về các hành tinh, vật lý thiên văn hạt nhân, và địa hóa học. Một kính thiên văn đường kính 500 cm (200 inch) được xây dựng gần Núi Palomar vào năm 1948; đây là kính thiên văn mạnh nhất thế giới trong khoảng thời gian hơn 40 năm.
Caltech mở cửa đón các nữ sinh viên bậc đại học vào năm 1970, trong nhiệm kỳ viện trưởng của Harold Brown; số nữ sinh này chiếm 14% tổng số sinh viên năm nhất. Kể từ đó, tỷ lệ sinh viên nữ ở Caltech đã tăng dần lên.

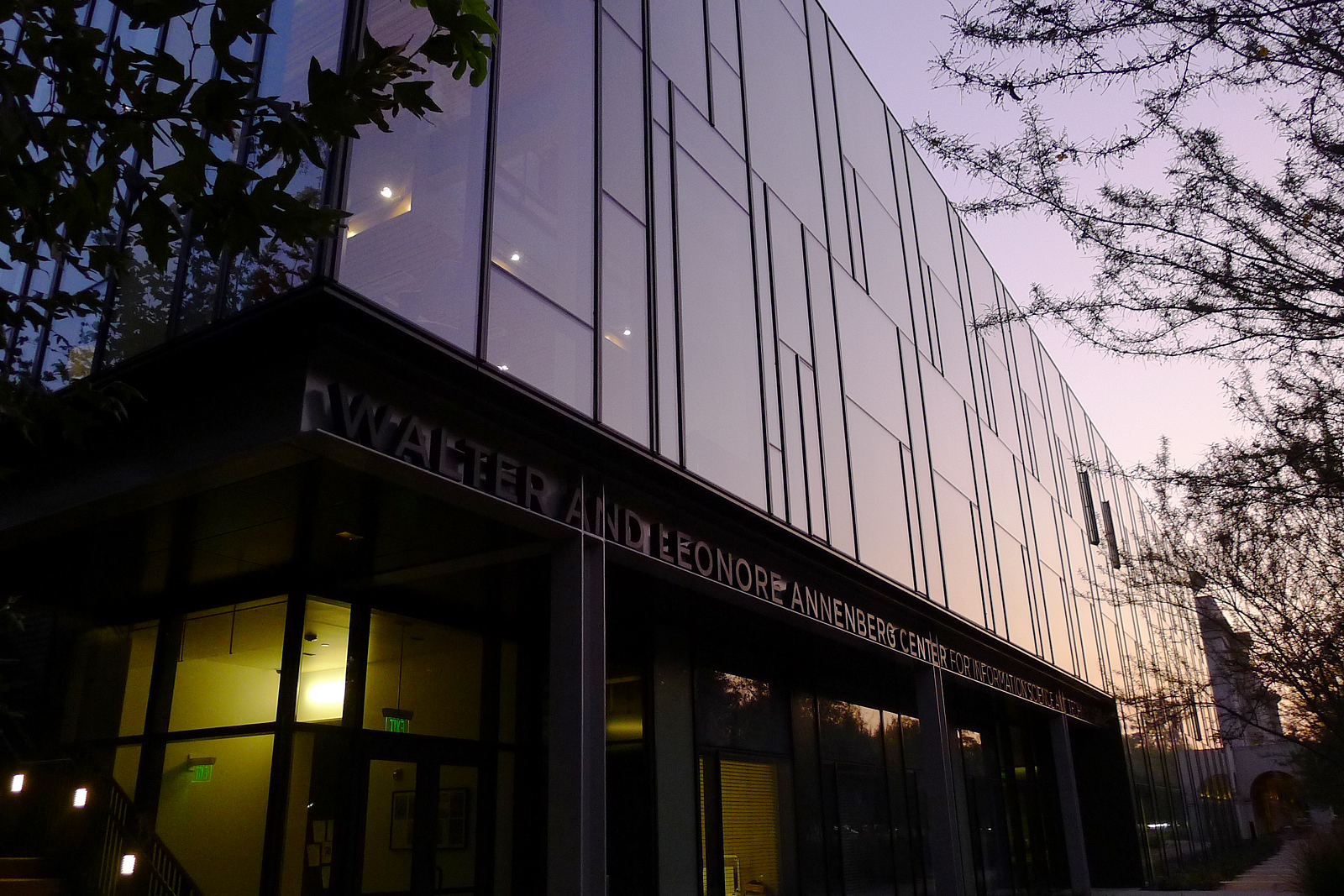
Trung tâm Annenberg về Khoa học và Công nghệ Thông tin

Sinh viên bậc đại học ở Caltech trước nay được biết là ít quan tâm đến chính trị; chỉ có một cuộc biểu tình phản đối có tổ chức của sinh viên vào tháng 1 năm 1968 bên ngoài phòng thu của NBC ở Burbank, khi nghe tin đồn là NBC sẽ ngừng chiếu phim Star Trek. Năm 1973, các sinh viên sống trong Dabney House biểu tình nhân một chuyến thăm của tổng thống Hoa Kỳ, với biểu ngữ mang dòng chữ đơn giản "Impeach Nixon" (Phế truất Nixon). Trong tuần lễ sau đó, Ross McCollum, chủ tịch Công ty Dầu lửa Quốc gia (National Oil Company), viết thư ngỏ gởi các sinh viên ở Dabney House nói rằng vì những hành động đó của sinh viên, ông quyết định sẽ không hiến tặng một triệu đô-la cho Caltech. Gia đình Dabney, vốn là những người theo Đảng Cộng hòa, ly khai với Dabney House (khu nhà được xây bằng tiền của gia đình Dabney) sau khi nghe nói đến cuộc biểu tình.

### Thế kỷ 21
Kể từ năm 2000, Dự án Trước tác của Einstein (Einstein Papers Project) được đưa về Caltech. Dự án này được thiết lập vào năm 1986 nhằm kết tập, bảo tồn, phiên dịch, và xuất bản những trước tác trong di sản Albert Einstein để lại sau khi mất và từ những bộ sưu tập khác.
Vào học kỳ mùa Thu năm 2008, trong khóa sinh viên năm nhất có 42% là nữ, đây là con số cao kỷ lục ở Caltech. Cũng trong năm đó, Caltech kết thúc chiến dịch vận động gây quỹ kéo dài sáu năm. Chiến dịch này thu được hơn 1,4 tỉ dô-la từ hơn 16.000 tổ chức và cá nhân. Gần một nửa số tiền đó được dùng để hỗ trợ các chương trình giáo dục và các dự án của Caltech.